# Valbrevenna

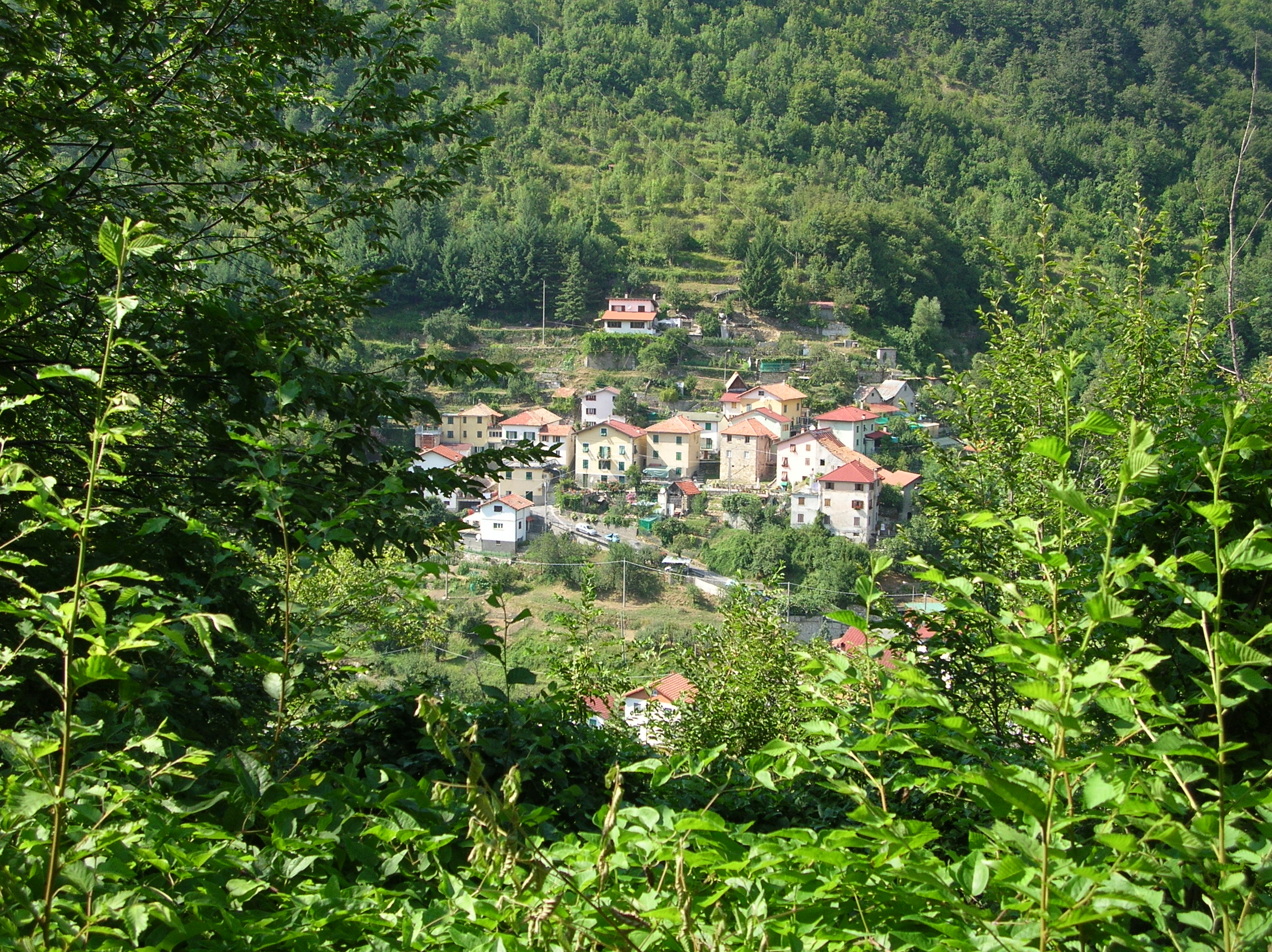
Valbrevenna (Provinz Genua)

Valbrevenna (ligurisch Valbrevénna) ist eine italienische Gemeinde in der Metropolitanstadt Genua mit 751 Einwohnern (Stand 31. Dezember 2023).

## Geographie
Die Gemeinde liegt im Tal Scrivia und bildet mit neun weiteren Kommunen die Comunità Montana Alta Valle Scrivia. Das Territorium von Valbrevenna liegt im Parco naturale regionale dell’Antola (Regionaler Naturpark Antola).
Nach der italienischen Klassifizierung bezüglich seismischer Aktivität wurde Valbrevenna der Zone 4 zugeordnet. Das bedeutet, dass sich die Gemeinde in einer seismisch inerten Zone befindet.